# Bobby Hassell
Robert Bobby Hassell (Derby, 4 giugno 1980) è un ex calciatore inglese, di ruolo difensore.